# واسیلی موسین
واسیلی موسین (روسی: Василий Александрович Мосин؛ زادهٔ ۹ مهٔ ۱۹۷۲) ورزشکار ورزش تیراندازی اهل روسیه است.
وی در مسابقات کشوری و بین‌المللی در مجموع برندهٔ ۱ مدال نقره شده‌است.